# Operación Cisneros

Mapa de Orán en 1934.

Operación Cisneros es el nombre en clave que los servicios de inteligencia franceses de la Francia de Vichy dieron a un proyecto de la España franquista para apoderarse en el periodo de 1940 a 1942 de Orán y su área circundante (el Oranesado), un territorio argelino que estaba entonces bajo dominio francés y cuya población europea descendía mayoritariamente de la inmigración española. De los 1'5 millones de habitantes de la región en esa época, los europeos sumaban unos 400.000, de los que 300.000 eran españoles frente a 100.000 franceses, siendo la mayor parte del resto nativos musulmanes. 
El nombre escogido por el contraespionaje francés para la operación es una referencia al Cardenal Francisco Jiménez de Cisneros, quién dirigió la conquista española de Orán en 1509 (Orán se mantendría bajo dominio español, salvo por algunos intermedios otomanos, hasta su venta al Bey de Argel por el gobierno de Carlos IV en 1792). Los Franceses estaban convencidos de que la ciudad de Orán, una vez en manos de Franco, sería rebautizada «Orán-Cisneros».
Aprovechando la derrota de Francia en junio de 1940, Franco quiso realizar el sueño imperialista de los círculos africanistas y de la Falange. De hecho, aprovechó la coyuntura para ocupar Tánger. No se contentó con discutir con  Hitler y Mussolini el reparto del imperio colonial francés a cambio de su promesa de participar en la guerra al lado del Eje. Sin esperar luz verde de los vencedores, puso en marcha un plan de conquista del África francesa del Norte, sobre todo del Oranesado, cuya frontera se situaba a solo unos veinte kilómetros del Marruecos español, donde se notaba la fuerte presencia de tropas franquistas (alrededor de 150 000 hombres), en las cuales el gobierno francés —el régimen de Vichy— vio una amenaza para su soberanía en Argelia y en su protectorado marroquí.

## La campaña diplomática

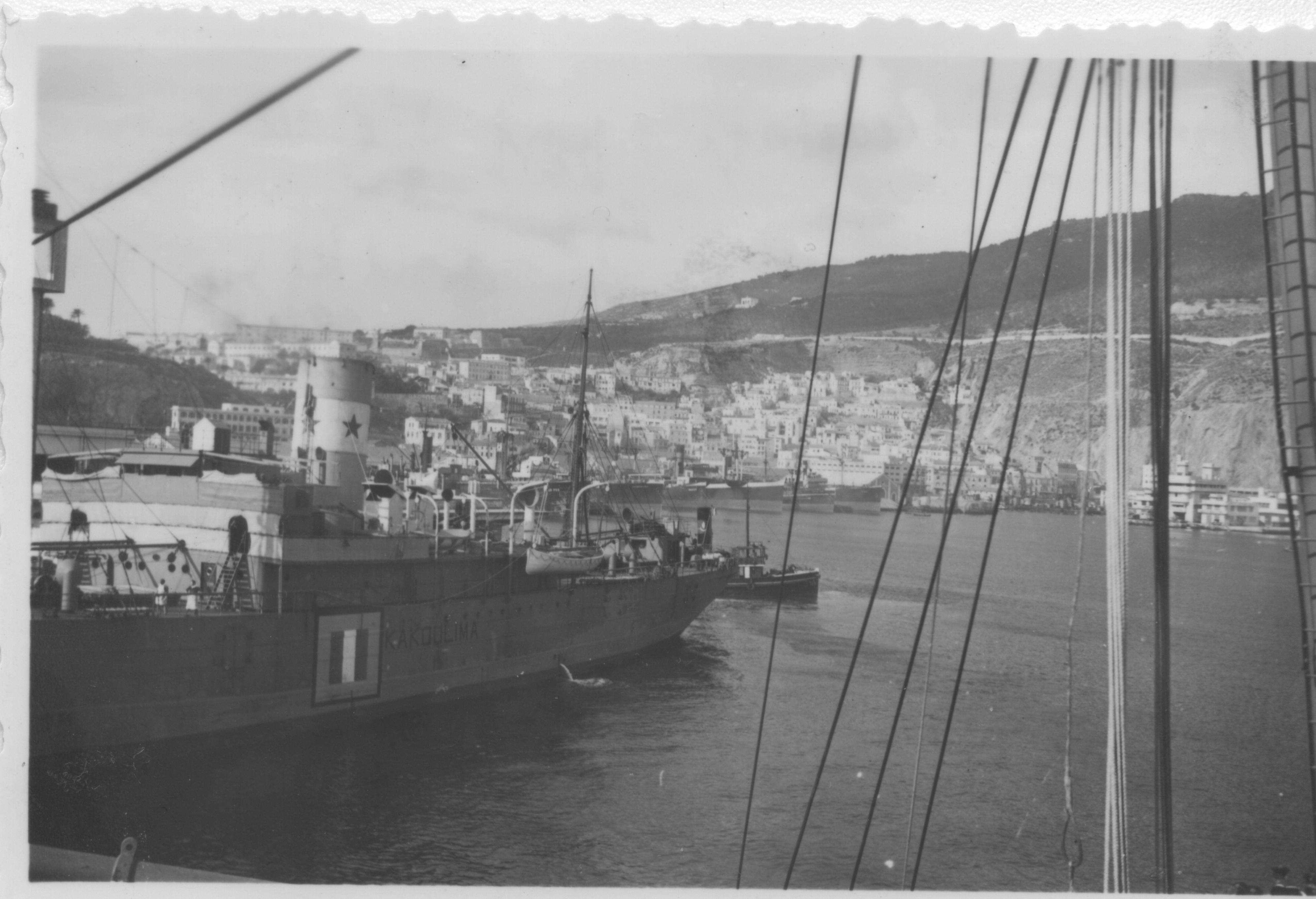
Imagen del puerto de Orán en 1941.

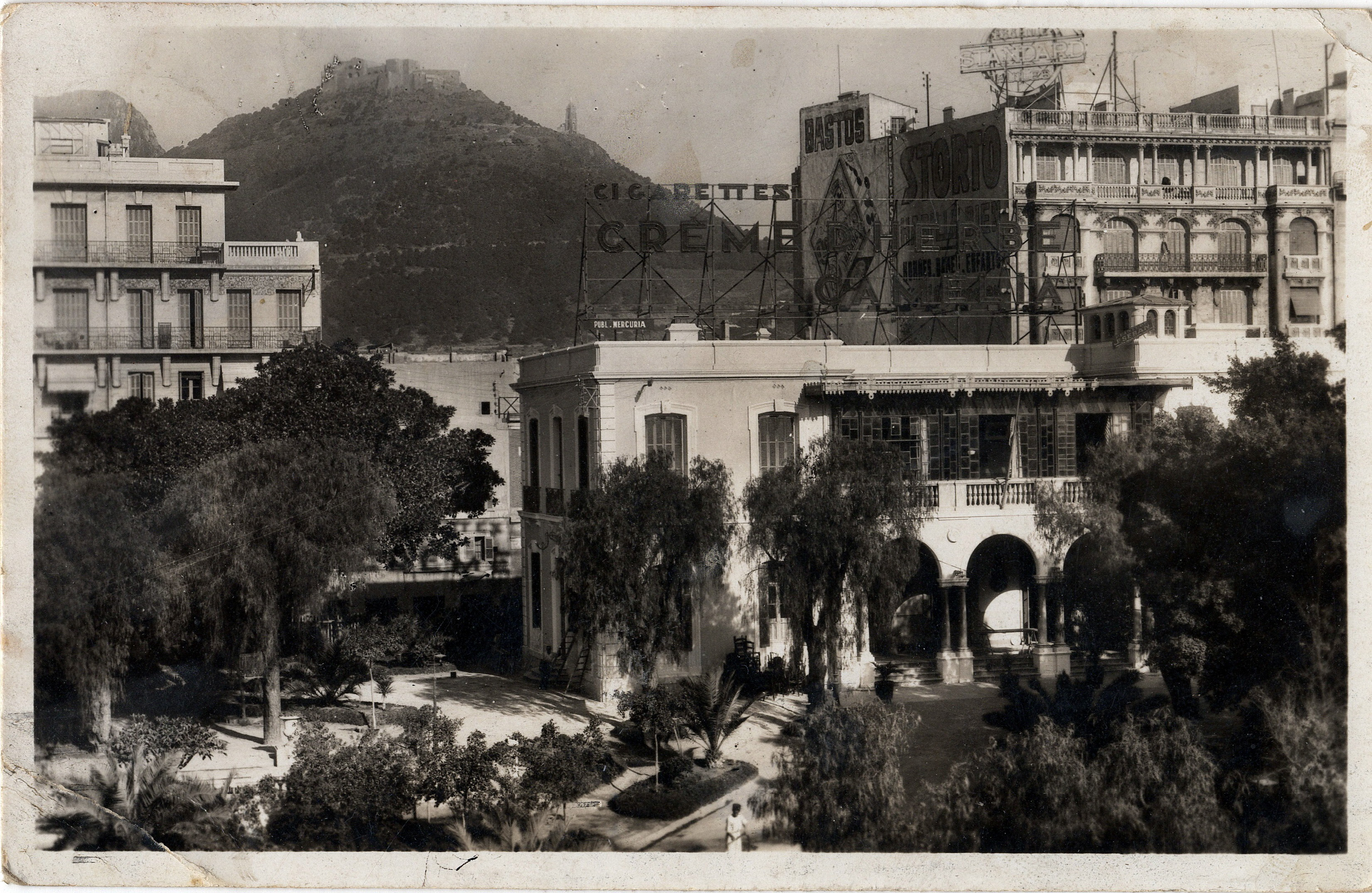
Una calle de Orán en 1941.

Franco usó la vía diplomática, un medio ambiguo hecho de diálogo y de presión, para cumplir su objetivo. Privilegió la posibilidad de un acuerdo bilateral con Francia. El cuñadísimo, Ramón Serrano Suñer, que era su ministro de Asuntos Exteriores, afirmó en sus Memorias que el interés de España no era la opción militar, sino la negociación. Franco tenía relaciones muy amistosas con el mariscal  Philippe Pétain, el héroe de Verdun y ex embajador en Madrid, convertido tras el acto constitucional del 10 de julio de 1940 en nuevo jefe del Estado. 
Como no quería ver a otras potencias intervenir en la discusión, planteó directamente el asunto a Pétain. Pero no lo hizo claramente, sino mediante el problema espinoso de las cabilas de los Banu Snassen cuyo territorio separaba el Marruecos español de la frontera argelina. Un acuerdo de 1912 aseguraba a España el control de esta zona. En 1925, para combatir a Abd el-Krim, los Franceses ocuparon los Banu Snassen (y también el país de los Banu Zeroual) que no devolvieron. Hubo insistentes reclamaciones infructuosas hasta la conclusión en noviembre de 1935 de un compromiso para la restitución de los territorios. A causa de la guerra civil de 1936, el acuerdo no se ejecutó.
La victoria rebelde desencadenó una nueva ola de solicitudes. Paul Baudouin, ministro de Asuntos Exteriores de Pétain, se opuso a la demanda española, convencido de que satisfacer a Franco sería abrir una brecha irreparable en la protección del Oranesado. Los falangistas llamaron entonces a los Banu Snassen a sublevarse contra la tutela francesa. Querían provocar una rebelión que justificase una intervención militar española.
Por temor al desorden, Baudouin dio marcha atrás. El 29 de agosto de 1940 propuso la restitución, pero añadió una condición: la restitución se haría cuando se estableciera la paz general en Europa. Madrid rechazó la oferta. Pétain olvidó su amistad con Franco y adoptó una postura de firmeza. El 15 de mayo de 1941 declaró solemnemente la intangibilidad de todas las fronteras francesas. A Franco le quedaban otras opciones, entre los cuales estaba la propaganda.

## Las campañas de prensa

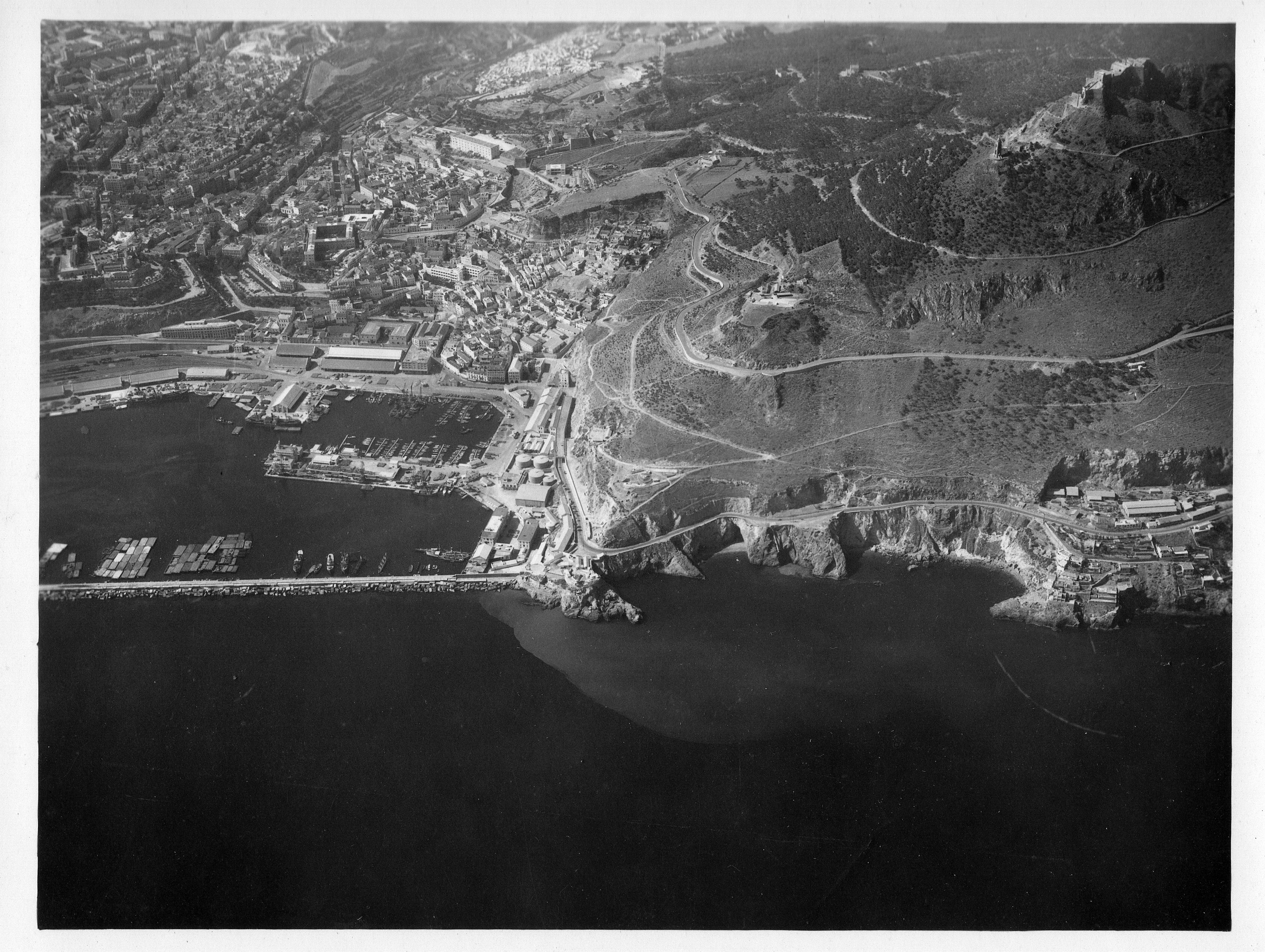
Vista aérea de Orán 1942

Al mismo tiempo que caminaba la conducta diplomática, los falangistas iniciaron intensas campañas de prensa en favor de "los derechos históricos" de España. Radio Madrid en su diario del 20 de julio de 1940 incito a los musulmanes de Argelia a la insurrección. La emisión suscitó la indignación de los franceses. Sin hacer caso omiso de la protesta, la estación madrileña repitió el llamamiento en septiembre. Virulentos y belicosos fueron los periódicos Pueblo y Arriba que denunciaban la política secular de "rapiñas" de Francia en "la África de Carlos Quinto". Arriba culpaba a Francia por los malos tratos sobre los trabajadores españoles de Orán.
Las fogosas crónicas del semanal Domingo contra el poder colonial de Francia sentaron muy mal a los diplomáticos franceses. Una de ellas sostuvo duras críticas a propósito de la naturalización de los Españoles del departamento de Orán donde, según el periódico, "hay 1,1 millón de musulmanes, 350 000 Españoles y 70 000 extranjeros (Franceses, Malteses, Egipcios, Griegos...). De los 350 000 Españoles, Francia naturalizó unos 200 000 de manera forzosa. A Orán, se respire un aire bilingüe. Se canta en español y en árabe. Nada más. En Madrid donde vive una pequeñita colonia del país vecino, hay un liceo francés. Pero en Orán, donde viven 350 000 Españoles, no nos otorgan siquiera la creación de una escuela de párvulos". Fernando María Castiella y José María Areilza, dos jóvenes bilbaínos miembros de la Falange, publicaron en mayo de 1941 el manifiesto del imperialismo de la España franquista: "Reivindicaciones de España". En varias emisiones, Radio Melilla emprenderá en julio de 1941 la lectura de los folios (unos ochenta) del capítulo que trataba de Oran. 
La fiebre imperialista alcanzó Barcelona: carteles aparecieron sobre las murallas de las casas y en las plazas públicas, alegando, entre otras cosas, que Orán era "para España". En Sidi Bel Abbes, un mapa del nuevo imperio colonial español basado en el libro, adornaba las paredes del cafetín de las Uniones Latinas, la sede de los nacionalistas españoles.
Corría en todo el Oranesado el rumor de que se celebraría pronto un plebiscito para oficializar la anexión de la región a España.

## Los falangistas de Orán

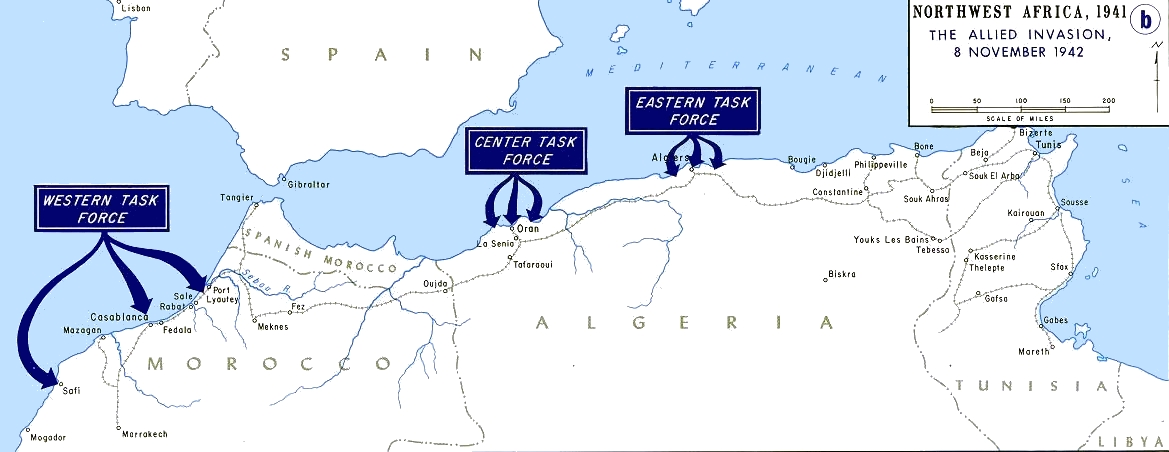
Mapa de los desembarcos aliados en la costa africana durante la Operación Torch, 8 de noviembre de 1942

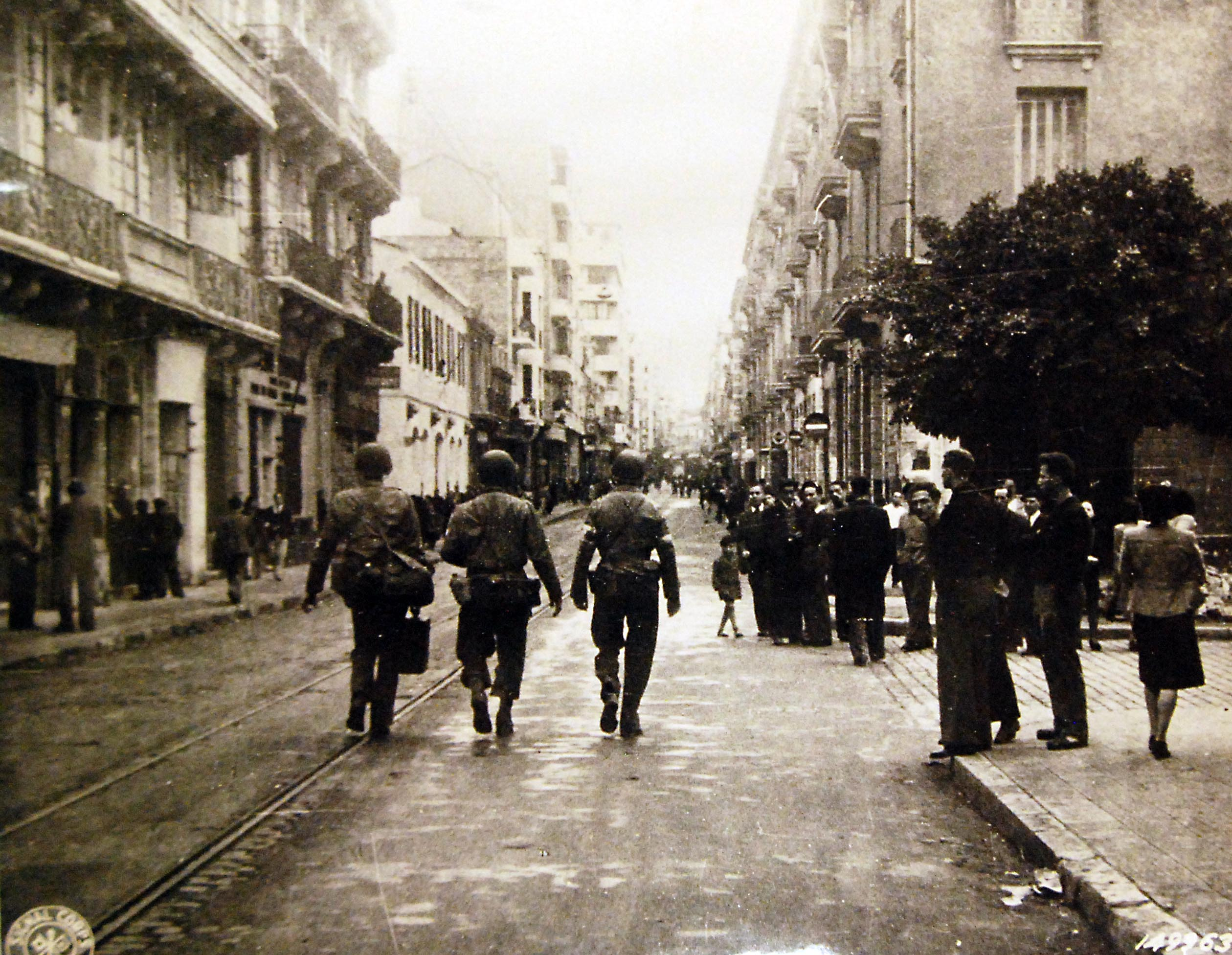
Soldados estadounidenses caminando por las calles de Orán en noviembre de 1942 tras la Operación Torch.

Más que una acción militar, el entorno falangista de Franco contaba, en lo esencial, con su red de partidarios y de espías que fomentaban disturbios en Orán. El cónsul Bernabé Toca, en funciones desde septiembre de 1939, se comportaba como el verdadero dueño del Oranesado, humillando sin vergüenza al prefecto francés Louis Boujard. Gracias a su inmunidad diplomática, criticaba públicamente a las autoridades coloniales francesas y convocaba reuniones en las que anunciaba la llegada inminente del ejército español desde Marruecos. Dijo el 5 de octubre de 1941: "Dentro de poco tiempo, la bandera de Castilla será izada a las orillas del río Chelif y los colonos franceses tendrán que cruzar de nuevo el mar" .
Toca era objeto de adulación de parte de sus compatriotas. El día de San Bernabé, en 1941, dio pretexto a una ceremonia de homenaje al cónsul de Orán, animada por las religiosas de la comunidad teresiana y un coro de niños. Estrechamente vinculado a la Falange, fue el padre José Manresa, un sacerdote jesuita natural de Granja de Rocamora (Alicante), nombrado en diciembre de 1939 agregado en el Consulado. Quiso publicar un periódico que llevaba por nombre "Flechas". Pero antes de la publicación de los 500 ejemplares del primer número, la policía registró la imprenta e incautó el material. Manresa fundó el Auxilio Social en marzo de 1940, un instrumento caritativo que controlaba todos los barrios de Orán. 
Según informes policiales franceses (que se pueden consultar en los archivos nacionales de ultramar en Aix-en-Provence), el Auxilio Social era capaz de movilizar en Orán hasta mil milicianos disciplinados. Hay que tener también en cuenta las secciones del Auxilio Social en varios lugares del departamento como Mostaganem, Aïn Témouchent, Perrégaux o Beni Saf. En Sidi bel-Abbès, sede de la subprefectura donde vivían 25 000 habitantes, triunfaba la propaganda falangista bajo la dirección del cónsul Ruiz de Cuevas que logró reclutar a 500 miembros y 100 simpatizantes para Auxilio Social.
Ante tanta actividad subversiva, el Gobierno General de Argelia (GGA) francés tomó la decisión de expulsar a Manresa en febrero de 1942. El religioso se refugió en Melilla donde se dedicó, después del desembarco americano en noviembre de 1942, a dirigir el movimiento de sublevación contra la tutela francesa, aunque Franco había oficialmente renunciado a su proyecto imperial. Manresa colaboraba entonces con el contraespionaje alemán. El consulado de Orán guardó hasta 1945 su influencia sobre la población local.